# 天主教奧魯羅教區
天主教奧魯羅教區（拉丁語：Dioecesis Orurensis）是玻利維亞一個羅馬天主教教區，屬科恰班巴總教區。
教區教區成立於1924年11月11日，位於奧魯羅省。2004年有教友342,993人（佔轄區總人口85.0%）、卅七個堂區、卅六名司鐸。現任教區主教為克里斯多福·比亞拉西克。